# Andrzejów (osiedle administracyjne w Łodzi)

Podział dawnej dzielnicy Widzew na osiedla administracyjne – wyszczególnione osiedle Andrzejów

Andrzejów – jednostka pomocnicza gminy w południowo-wschodniej części Łodzi, w dawnej dzielnicy Widzew, zamieszkiwana przez 5574 osoby.
Główną częścią osiedla, jako jednostki administracyjnej, jest dawna podłódzka wieś Andrzejów, która dała nazwę całej jednostce; ponadto na terenie tym znajdują się osiedla: Feliksin, Huta Szklana i Sąsieczno.

## Adres rady osiedla
Osiedle Andrzejów
92-620 Łódź, ul. Rokicińska 335